# Winthrop, Washington
Winthrop är en ort i Okanogan County i delstaten Washington. Enligt 2010 års folkräkning hade Winthrop 394 invånare.